# Phänomenbasiertes Lernen
Phänomenbasiertes Lernen ist eine multidisziplinäre, konstruktivistische Form des Lernens, wenn Lerner an ein Thema oder einen komplexen Begriff (z. B. Mensch, EU, Wasser) in einer ganzheitlichen Weise statt in einer einzigen fachlichen Perspektive herangehen. Es ist entstanden, weil das traditionelle, fachorientierte Lernen durch Isolation von Einzelheiten von der Realwelt durch Dekontextualisierung eher wegführt.

## Merkmale
Das phänomenbasierte Lernen schafft Beziehungen zwischen Inhalten und mehreren fachlichen Gebieten innerhalb eines speziellen Fokus. Zum Beispiel kann ein Phänomen oder ein Thema in einem vorgefundenen komplexen Kontext (geografische Besonderheit, historisches Ereignis, wichtige Person) nicht allein durch ein Fach erschlossen werden, sondern in einem breiteren Ansatz. 
Es ist besonders lernerorientiert, da nicht der Lehrende das Thema vorgibt, sondern der Lerner für sich selbst die Wahl der Perspektive aussucht. Das eigene Interesse an der Sache soll den Lernvorgang vertiefen. Mit dem tieferen Eindringen wird auch eine Detailkenntnis gefördert, die die Lerner eine eigene Beziehung und Emotion zum Gegenstand entwickeln lässt.
Es ist konstruktivistisch, weil es die Lerner als aktive Wissenserwerber und Information als Ergebnis einer Problemlösung sieht. Das Arbeiten in Gruppen fördert das Verständnis von Informationen in einem sozialen Kontext.

Bereits der US-Pädagoge John Dewey (The School and Society, 1899) befürwortete diese projektartige Form des Lernens aufgrund der Kluft zwischen dem kindlichen Erleben und der schulischen Zersplitterung: 
“From the standpoint of the child, the great waste in the school comes from his inability to utilize the experiences he gets outside the school in any complete and free way within the school itself; while on the other hand, he is unable to apply in daily life what he is learning in school. That is the isolation of the school– its isolation from life. When the child gets into the schoolroom he has to put out of his mind a large part of the ideas, interests and activities that predominate in his home and neighbourhood.”
Eine phänomenbasierte Didaktik hat sich zuerst in den Naturwissenschaften etabliert, so beim Fachdidaktiker für Physik an der Humboldt-Universität Berlin Lutz-Helmut Schön.

## Finnland
Im finnischen Schulsystem ist seit 2016–2017 das phänomenbasierte Lernen neben dem traditionellen Lernen in Fächern eingeführt worden. Im neuen Kerncurriculum betrifft es alle Schülerinnen und Schüler von 7 bis 16 Jahren. Um den Herausforderungen der Zukunft zu begegnen, liegt der Fokus auf übergreifenden (allgemeinen) Kompetenzen und schulfachübergreifender Arbeit. Auf Zusammenarbeit beruhende Unterrichtspraktiken, bei denen Schüler während phänomenbasierte Lernens mit mehreren Lehrern gleichzeitig arbeiten können, werden verstärkt eingesetzt. Die Schüler sollten jedes Jahr an mindestens einem „multidisziplinären Lernmodul“ teilnehmen. Sieben Möglichkeiten der Zielsetzung sind vorgegeben: (1) zu denken und zu lernen lernen; (2) kulturelle Kompetenz, Interaktion und Selbstausdruck; (3) Eigenverantwortung für sich zu übernehmen und das Alltagsleben zu bewältigen; (4) vielfältige Lesefähigkeit; (5) informations- und kommunikationstechnologische Kompetenz (ICT); (6) Arbeitslebens- und Unternehmerkompetenz; (7) Partizipation, Mitwirkung und Aufbau einer nachhaltigen Zukunft. Die Dauer eines Moduls entspricht etwa der einer Projektwoche im deutschen Schulsystem. Ab 2020 wird die Methode auf die Oberstufe ausgedehnt. Eine Wortführerin ist die Pädagogische Psychologin Kirsti Lonka an der Universität Helsinki. Die Theorie zeigt auch eine Steigerung der Möglichkeiten in einem Lernprozess.

## Einzelbelege
1. ↑  Werner Stangl: phänomenbasiertes Lernen. Abgerufen am 20. Juni 2020.
2. ↑  Phenomenon based learning. Abgerufen am 20. Juni 2020 (finnisch).
3. ↑  John Dewey: The School and Society. SIU Press, 1980, ISBN 978-0-8093-0967-2 (google.de [abgerufen am 20. Juni 2020]).
4. ↑  Nicht für die Schule, sondern fürs Leben | Forum - Das Wochenmagazin. Abgerufen am 20. Juni 2020.
5. ↑  Jelmer Evers: Fake news and the Finnish curriculum. 3. März 2017, abgerufen am 20. Juni 2020 (englisch).
6. ↑  Phenomenon Based Learning Rubric. (PDF; englisch).
7. ↑  Edita Publishing Oy / Koulutukset: Phenomenal Learning from Finland. Abgerufen am 20. Juni 2020 (englisch).